# Cantone di Moirans-en-Montagne
Il Cantone di Moirans-en-Montagne è una divisione amministrativa dell'arrondissement di Saint-Claude.
A seguito della riforma approvata con decreto del 17 febbraio 2014, che ha avuto attuazione dopo le elezioni dipartimentali del 2015, è passato da 16 a 63 comuni.

## Composizione
I 16 comuni facenti parte prima della riforma del 2014 erano:
- Chancia
- Charchilla
- Châtel-de-Joux
- Coyron
- Crenans
- Étival
- Jeurre
- Lect
- Les Crozets
- Maisod
- Martigna
- Meussia
- Moirans-en-Montagne
- Montcusel
- Pratz
- Villards-d'Héria

Dal 2015 i comuni appartenenti al cantone sono i seguenti 63:
- Alièze
- Arinthod
- Aromas
- Arthenas
- Beffia
- La Boissière
- Cernon
- Cézia
- Chambéria
- Chancia
- Charchilla
- Charnod
- Châtel-de-Joux
- Chatonnay
- Chavéria
- Chemilla
- Chisséria
- Coisia
- Condes
- Cornod
- Courbette
- Coyron
- Crenans
- Les Crozets
- Dompierre-sur-Mont
- Dramelay
- Écrille
- Essia
- Étival
- Fétigny
- Genod
- Jeurre
- Lavans-sur-Valouse
- Lect
- Légna
- Maisod
- Marigna-sur-Valouse
- Marnézia
- Martigna
- Mérona
- Meussia
- Moirans-en-Montagne
- Montcusel
- Moutonne
- Nancuise
- Onoz
- Orgelet
- Pimorin
- Plaisia
- Pratz
- Présilly
- Reithouse
- Rothonay
- Saint-Hymetière
- Sarrogna
- Savigna
- Thoirette
- La Tour-du-Meix
- Valfin-sur-Valouse
- Varessia
- Vescles
- Villards-d'Héria
- Vosbles

Dal 1º gennaio 2016 con la fusione dei comuni di Arthenas, Essia, Saint-Laurent-la-Roche e Varessia per formare il nuovo comune di La Chailleuse, il numero totale dei comuni è passato a 60.